# Ion Negoițescu
Ion Negoițescu (pronunciado [iˈon neɡo.iˈt͡sesku]; también conocido como Nego; Cluj-Napoca, 10 de agosto de 1921 - Múnich, 6 de febrero de 1993) fue un novelista rumano, poeta, historiador literario, crítico, memorialista y miembro fundador del Círculo literario de Sibiu. Figura rebelde y excéntrica, Negoițescu comenzó su carrera siendo todavía un adolescente, y se dio a conocer como ideólogo literario de la generación de 1940. Evolucionando desde una filiación juvenil con la fascista Guardia de Hierro, de la que posteriormente se arrepentiría, el autor se convirtió en discípulo del modernista decano Eugen Lovinescu y, hacia 1943, consiguió arrastrar a todo el Círculo de Sibiu a la causa del antifascismo. También fue uno de los pocos intelectuales anteriores a la década 1990 que vivía abiertamente su homosexualidad en Rumanía, experiencia que, como su compromiso político, está relatada en sus controvertidos escritos autobiográficos.
Tras la II Guerra Mundial, la posición anticomunista y disidente de Negoițescu y su orientación sexual lo convirtieron en un adversario para el régimen comunista rumano. Marginalizado y censurado, pasó tres años como prisionero político. A finales de la década de 1960, fue reintegrado durante una época de liberalización y continuó protestando contra las restricciones políticas, siendo vigilado de cerca por la Securitate, la policía secreta rumana. En 1977, se unió a Paul Goma y Ion Vianu en una protesta de la sociedad civil contra el gobierno de Nicolae Ceaușescu, pero se le presionó hasta que se desdijo. Finalmente, Negoițescu desertó a Alemania Occidental, donde se hizo colaborador de Radio Free Europe y varios otros medios de comunicación anticomunistas, así como editor de revistas literarias para las comunidades de la diáspora rumana. Falleció en Múnich.
Los estudios sobre la literatura rumana de Ion Negoițescu, y sus contribuciones a la teoría literaria, generalmente contrastaban con el recurso al tradicionalismo o antieuropeismo nacionalista o nacionalcomunista y contribuía a la polémica defendiendo los valores de la cultura occidental. Su obra amplia y diversa, aunque fragmentaria y en gran parte incompleta, ha sido alabada por los críticos por su punto de vista original en diversos temas y sobre todo por sus opiniones sobre los escritos póstumos del poeta nacional Mihai Eminescu. Por otra parte, las implicaciones de la vida privada de Negoițescu y diversos otros aspectos de su biografía, como su relación con el conocido informante de la Securitate Petru Romoșan y las revelaciones de su diario inédito, han permanecido como temas controvertidos en los años posteriores a su muerte.

## Biografía

### Infancia y juventud
Nacido en Cluj, Negoițescu era el hijo de Ioan, un oficial de carrera en el Ejército de Tierra de Rumanía, y su esposa Lucreția Cotuțiu. Su abuelo materno, miembro del clero ortodoxo rumano en Transilvania, había tomado parte en el movimiento del Memorandum bajo el gobierno austrohúngaro Por el contrario, el padre de Negoițescu procedía de fuera de Transilvania, habiendo nacido en el Antiguo Reino de Rumanía. El futuro autor estudió en la Escuela Superior de Angelescu, en su ciudad natal, y debutó en 1937, cuando le fueron publicados fragmentos de poesía lírica en el periódico local, Națiunea Română. A los dieciséis años, Negoițescu también publicó la primera de sus críticas en la revista de estudiantes Pâlcul, analizando la poesía simbiolista de Mateiu Caragiale. Durante sus estudios en la escuela de Angelescu conoció al poeta y pensador Lucian Blaga. Según se dice, Blaga vio en este discípulo adolescente a un genio y lo animó a seguir una carrera en la literatura. Negoițescu se presentó al Baccalaureate en 1940 y posteriormente se inscribió en la Universidad de Cluj, en la carrera de Filosofía y Letras, donde Blaga fue uno de sus profesores.
Habiendo descubierto su inclinación sexual muy temprano, Negoițescu afirmaba haber tenido su primera experiencia sexual mientras todavía era muy joven. De acuerdo al mismo Negoițescu, reveló su homosexualidad, cuando escribió sobre ella en un examen que luego entregó a su tutor. Parece que el texto fue puntuado con un 10 sobre 10, sin más comentarios por parte del profesor. Más tarde, Negoițescu asumiría abiertamente su identidad sexual y, al contrario que muchos otros hombres gais de Rumanía del siglo XX, no lo negó frente al establishment cultural conservador (véase también Homosexualidad en Rumania). En la época, las distintas formas en que Negoițescu ignoraba las convenciones sociales produjo un grave conflicto con sus padres, que resultó en el primero de sus múltiples intentos de suicidio. La vida posterior de Negoițescu estuvo marcada por ataques sucesivos de depresión clínica y odio a sí mismo.

### Episodio fascista y círculo literario de Sibiu
Como estudiante de secundaria y después del inicio de la II Guerra Mundial, Ion Negoițescu se interesó por la política y se unió a la Guardia de Hierro, un movimiento revolucionario fascista que establecería el régimen Nacional Legionario (entre 1940 y 1941). Tal como recuerda él mismo, contribuyó con los periódicos del grupo y, llevando los uniformes verdes paramilitares, formó parte de sus desfiles callejeros. Esta decisión intriga a los biógrafos de Negoițescu, ya que en general coinciden en que el autor de joven tenía un carácter tolerante e individualista.
En otoño de 1940, después del Segundo arbitraje de Viena que entregaba Transilvania septentrional a Hungría, Negoițescu siguió a la sección de rumano de la Universidad de Cluj cuando esta se desplazó al sur de la frontera, a Sibiu. Como colaborador de la revista de estudiantes Curțile Dorului, conoció y trabó amistad con el poeta Radu Stanca. Fue también durante ese intervalo cuando participó en la fundación del Círculo literario de Sibiu, junto con otros jóvenes seguidores de Blaga. Entre los demás autores pertenecientes al Círculo se pueden mencionar a Stanca, Nicolae Balotă, Ștefan Augustin Doinaș, Cornel Regman y Eugen Todoran. A los que se unieron Victor Iancu, Ovidiu Cotruș, Ioanichie Olteanu, Ion Dezideriu Sîrbu, Deliu Petroiu, Eta Boeriu y Ovidiu Drimba. Negoițescu también conoció en esa época al lingüista Ștefan Bezdechi y al filósofo Petre Țuțea.
En ese momento de su vida, Negoițescu pasó a ser conocido como el ideólogo de su generación, expandiendo su horizonte cultural y familiarizándose con los clásicos, la filosofía alemana y con las principales obras del Romanticismo, mientras que dedicaba sus esfuerzos a promocionar las obras de jóvenes autores aislados, como Stanca y Mircea Streinul. Poco a poco se desplazó al campo antifascista, oponiéndose tanto a la Guardia de Hierro, como al general autoritario y recién nombrado Conducător, Ion Antonescu. En 1941 publicó Povestea tristă a lui Ramon Ocg («La triste historia de Ramon Ocg»), un largo poema en prosa que presentó como novela. Ese mismo año, en otoño, viajó a la capital, a Bucarest, a visitar al crítico y teórico modernista Eugen Lovinescu, el decano del círculo literario conocido como Sburătorul. Negoițescu, que acababa de comprarse una nueva síntesis crítica recién publicada escrita por el rival de Lovinescu, George Călinescu, comentó los puntos fuertes y las debilidades a su anfitrión. el encuentro dejó impresionado a Lovinescu, cuyo diario para ese día comenta: «Tengo el sentimiento de que es "distinto", es un joven "excepcional", que va a tener un destino singular».

### Antifascismo y proyectoEuphorion
El 13 de marzo de 1943, en un momento en que Rumanía apoyaba fervientemente a la Alemania nazi y a las Potencias del Eje, Negoițescu desafió el régimen de Antonescu afiliando el Círculo al completo con Lovinescu, un marginado por apoyar la democracia liberal y por rechazar la aplicación de la censura ideológica. Firmada con el seudónimo Damian Silvestru y planteada por Negoițescu, una carta exponiendo esta posición fue publicada en la revista Viața del novelista Liviu Rebreanu. La carta ridiculizaba la literatura tradicionalista y nacionalista promovida por el régimen, cuyos temas bucólicos y antimodernistas ridiculizaban con la denominación de pășunism (de pășune, "pasto"), mientras acusaban a sus proponentes de haber sustituido la valoración estética con dogmatismo extremo. Estas opiniones escandalizaron a la prensa de extrema derecha, que identificaron correctamente a la fuente, clamando al gobierno de Antonescu para que impusiera un severo castigo: la revista fascista Țara llegó incluso a afirmar que a los jóvenes «se les debía inscribir la palabra patriotismo en el esternón con un látigo». Entre las acusaciones lanzadas por el campo fascista y antisemita, Negoițescu fue descrito como un «bolchevique», un «traidor» y un «vendido a los judíos». En contraste a estas reacciones, Lovinescu quedó impresionado por el gesto del grupo y envió a los escritores de Sibiu una carta reconociéndolos como sus discípulos. Su favorable retrato de Negoițescu, publicado ese mismo año por el periódico Timpul, dio aun mayor publicidad a esta conexión especial. sin embargo, el artículo fue recibido con reservas entre los amigos y colegas de Negoițescu, que no compartían necesariamente la confianza de los dos teóricos en la ideología del otro.
A principios de 1945, algunos meses después de que el Golpe de Estado del rey Miguel depusiera a Antonescu y alineara a Rumanía con los Aliados, Ion Negoițescu se convirtió en editor de la recién fundada Revista Cercului Literar, una revista publicada por y nombrada por el grupo de Sibiu. Además de los miembros del Círculo, los principales contribuidores incluían al mentor del movimiento, Blaga, y a varios otros escritores rumanos ya conocidos. Las obras de Negoițescu en ese año incluyen el estudio Viitorul literaturii române? («¿El futuro de la literatura rumana?»), en el que expresa una creencia de que la urbanización y la literatura modernista de temática urbana había superado a su competencia tradicionalista, con sus temas rurales, al mismo tiempo obsoletos y desagradables. sin embargo, hacia 1945, el grupo de Sibiu se estaba deshaciendo, en gran parte debido al declive de la actividad cultural, pero también a la recuperación de Transilvania septentrional, lo que permitía a los jóvenes escritores considerar al vuelta a sus respectivos hogares.
En 1946, Negoițescu trató de crear una nueva voz para los autores de Sibiu, llamada Euphorion y basada en la recién inclorporada Cluj, pero tuvo poco éxito con los apoyos. Según Sîrbu, que en esa época estaba desplegado como sargento comisionado en el Ejército rumano, sus colegas se habían sentido atraídos a cooperar con el cada vez más poderoso Partido Comunista Rumano, pero solo como un medio de supervivencia. Negoițescu había publicado poco antes su segundo libro, Despre mască și mișcare («Sobre la máscara y el movimiento»). En 1947, un año después de su graduación, la editorial oficial de Rumanía, Editura Fundațiilor Regale, le premió con el premio «Jóvenes escritores» por el volumen manuscrito Poeți români («Poetas rumanos»). Con credenciales firmadas por Blaga y el académico francés Henri Jacquier, y patrocinado por la compañía petrolera rumana Titan-Călan-Nădrag, Negoițescu se desplazó de nuevo a Bucarest, donde, junto con Stanca, esperaban poder recibir una beca del Institut de France. Durante ese tiempo amplió su red de amistades en el mundo cultural: en correspondencia permanente con sus antiguos colegas de Sibiu, estableció contactos con el novelista Dinu Nicodin y estrechó su amistad con la hija de Lovinescu, Monica, crítica y periodista, que más tarde se exiliaría voluntariamente.
En este contexto, Negoițescu fue nombrado miembro del tribunal que entregaba los premios en memoria de Eugen Lovinescu, y que llevaban el nombre del teórico. Su influencia ayudó a que se entregara la distinción a Doinaș y Stanca. Sin embargo, la correspondencia de la época también muestra graves tensiones entre los miembros del Círculo, como los que había entre Doinaș y los afiliados al Sburătorul, como Felix Aderca y Vladimir Streinu, ambos en el panel del jurado de los premios Lovinescu. En junio de ese mismo año, algo asustado por la experiencia, Negoițescu regresó a su región de origen, donde en agosto recibió la noticia de que su artículo sobre el estilo poético de Paul Valéry había sido rechazado por los examinadores del Institut.

### Censura comunista y encarcelamiento
La carrera de Negoițescu fluctuó después de que en 1947/48 se formara el régimen comunista, cuando comenzó su persecución política. Inicialmente, trabajaba como bibliotecario para la Academia Rumana en la sección de Cluj (1950-1952). A la vez, estaba trabajando en un análisis crítico de la obra de Mihai Eminescu, Poezia lui Eminescu («La poesía de Eminescu»), completada hacia 1953, pero rechazada por el nuevo aparato censor. Había trabado amistad con el periodista y autor Constantin Țoiu, algo más joven, que dividía su tiempo entre la escritura para revistas comunistas, como Gazeta Literară, y el trato con figuras marginalizadas; parece ser que como consecuencia de esta ambivalencia, el editor de Gazeta Literară, Paul Georgescu, despidió a Țoiu.
A pesar de su dossier político y la represión de los homosexuales apoyada desde los estamentos oficiales, ṕor entonces Negoițescu ya había ganado cierta notoriedad por sus sucesivas relaciones amorosas con hombres de todas las clases sociales, y se extendieron rumores de que había tenido relaciones amorosas con algunas celebridades locales. Su amigo heterosexual Nicolae Balotă también recuerda haberse encontrado con Negoițescu en 1955 en una fiesta de «uranistas», en la que participaban el escritor Mihai Rădulescu y el pianista clásico Alexandru Demetriad, y de la que Balotă era supuestamente el único hombre no gay. La oposición cultural de Negoițescu también afectó a sus amistades: en 1954 formó parte del rescate de Caietul albastru («El cuaderno azul»), una obra samizdat de Balotă, que el autor había abandonado en Gara de Nord mientras le perseguían agentes de la Securitate, la policía secreta rumana. En 1955 también estuvo presente en el entierro de la escritora Hortensia Papadat-Bengescu, una de las figuras más destacadas del Sburătorul antes de ser marginada por el comunismo: según palabras del propio Negoițescu, había sido llevada a la tumba «prácticamente una indigente». También en esa época, justo antes de ser arrestado, Sîrbu hizo un intento de agrupar a sus antiguos compañeros de la universidad alrededor de la revista Teatru. La actividad editorial de Negoițescu a veces se adaptaba a los requisitos exteriores del realismo socialista rumano y la ideología comunista, como en un artículo de 1957 para Teatru, donde revisaba la obra de teatro Batrînul («El viejo») de Papadat-Bengescu como una crítica social progresista de la sociedad «burguesa».
Comenzando en 1958, el choque entre Negoițescu y la cultura dominante del socialismo realista alcanzó nuevas cotas: los medios de comunicación controlados por el partido comunista, incluyendo el diario Scînteia, lo atacaron por haber adoptado el «esteticismo». En este contexto, su adversario, Paul Georgescu, escribió sobre las anteriores actitudes «reaccionarias» de Negoițescu y acusó al autor de que todavía no adoptaba «la actitud juiciosa». Condenas similares fueron expresadas por otros contribuyentes de Gazeta Literară: Savin Bratu, que afirmaba que Negoițescu era uno de aquellos que hacían circular «nombres, obras e ideas que consideramos extranjeras»; Mihai Gafița, que consideraba a Negoițescu y a su colega Alexandru Piru responsables de preservar la «ideología burguesa», mientras que instaban a «las redacciones de las revistas literarias, las editoriales [y] a los críticos marxistas» que reaccionaran contra el fenómeno; así como Mihail Petroveanu, que consideraba que la tendencia representada por Negoițescu significaba «la penetración de tendencias modernistas, apolíticas o profundamente retrógradas, tradicionalistas», unidas a «las infiltraciones de ojetivismo liberal en unión de lenguaje precioso, inaccesible.» En particular, esas voces condenaban los elogios de autores prohibidos, entre lo que se contaba a Lovinescu, Blaga, Mateiu Caragiale, Ion Barbu y Titu Maiorescu. Ese mismo año, Negoițescu fue expulsado de la Unión de Escritores de Rumania y se le retiró oficialmente el derecho a firma, lo que quería decir que ya no podía ver su nombre impreso. Finalmente, en 1961, se convirtió en preso político en la cárcel de Jilava y fue liberado en 1964, gracias a una amnistía.
Parece ser que las razones para la condena de Negoițescu hay que buscarlas en su participación en «discusiones hostiles» que trataban de temas literarios y su ambición de hacer circular una antología de poesía rumana que incluía a autores prohibidos. Sin embargo, el arresto mismo, que concluía una purga mayor en el campo intelectual, también se puede considerar como una ramificación tardía de la farsa judicial que tenía como objetivo a los intelectuales Dinu Pillat y Constantin Noica. Durante su interrogatorio, Negoițescu quiso dejar claro que su amigo Țoiu no estaba implicado, afirmando que las actividades de las que se le acusaba habían sido realizadas a pesar de los consejos de Țoiu. Como recordaría más tarde, el total de sus publicaciones fue conservado como una evidencia de a su hostilidad a la línea oficial, mientras que la decisión judicial le expropió todos sus objetos personales, incluyendo su extensa biblioteca, que fue asignada a la editorial Editura pentru literatură. Alertado por Doinaș, la madre de Negoițescu destruyó todos los manuscritos que había conservado en su casa de Cluj, incluyendo su diario de la infancia, que se dice comenzaba con la frase «quiero ser escritor». El mismo Negoițescu recuerda que durante su estancia en la penitenciaría, pensó en el suicidio por segunda vez: «Quería "dar una lección" a mis torturadores y destruir el objeto de su placer sádico». De acuerdo a una historia, el autor trató de envenenarse con carne que había dejado estropear, al no darse cuenta de que la comida hervida no podía contener bacterias mortales.

### Episodio de apertura política y vuelta a la literatura
Después de su liberalización, se permitió a Negoițescu buscar empleo en su ramo y, trasladándose a Bucarest, trabajó como editor para la revista Luceafărul. Durante estos años conoció y trabó amistad con el crítico Matei Călinescu, que más tarde contaría que, como empleado de Gazeta Literară, trató de buscar un trabajo pleno para Negoițescu. El nuevo domicilio de Negoițescu, un bajo en el Boulevard Ana Ipătescu de Bucarest, se convirtió en un punto de encuentro para los miembros del Círculo de Sibiu y otras figuras literarias más jóvenes, como Călinescu, Virgil Nemoianu o Toma Pavel. Durante el episodio de liberalización, que coincide con el inicio del gobierno de Nicolae Ceaușescu, la relajación de la censura significaba que pudo volver a publicar, produciendo los volúmenes Scriitori moderni («Escritores modernos», 1966) y Poezia lui Eminescu (1967). Después de 1965, Negoițescu y otros miembros del Círculo de Sibiu se concentraron en torno a dos publicaciones: la revista transilvana Familia y Secolul 20, una revista cultural editada por Doinaș.
Para entonces Negoițescu estaba trabajando en su síntesis de la historia de la literatura rumana. Una versión resumida se publicó por primera vez en 1968 en la revista Familia, lo que inmediatamente convirtió a su autor en el centro de atención de los medios del ramo. Habiendo decidido no tratar el tema desde el punto de vista marxista-leninista convencional que las autoridades preferían, levantó una apasionada polémica en el ambiente literario y se convirtió en objetivo de vigilancia por las autoridades. El texto de Negoițescu que ligaba la historia literaria rumana con el desarrollo de la cultura urbana, también intrigaba al establishment cultural porque parecía ignorar por completo todas las obras producidas antes de 1800. Ese mismo año, 1968, Negoițescu dejó la revista Luceafărul para trabajar en Viața Românească, donde se le concedió un puesto en la redacción, labor que mantendría hasta 1971. Ese mismo año se le permitió viajar fuera del Telón de Acero, pero, como recordaba él mismo, la prensa del momento aprovechó para llamarle «desertor», «traidor» y «fascista». Durante su estancia en Francia, Negoițescu visitó a Monica Lovinescu, que se había convertido en una conocida crítica literaria para la diáspora rumana y en una portavoz anticomunista. A su vuelta, Negoițescu reconoció a funcionarios rumanos que el objetivo de la reunión era restablecer el premio Eugen Lovinescu, que Monica Lovinescu pensaba delegar a un panel de jóvenes críticos que estaban viviendo dentro de Rumanía (Matei Călinescu, Virgil Nemoianu, Nicolae Manolescu, Eugen Simion, Mihai Ungheanu e Ileana Vrancea); de acuerdo con el relato de Negoițescu, las estructuras del Partido Comunista evitaron que incluso llegase a sugerir esta posibilidad al funcionario de cultura Paul Niculescu-Mizil. Más tarde, cuando quiso volver a visitar Francia y responder así a la invitación del escritor Jacques Borel, el aparato comunista le denegó un nuevo pasaporte. A principios de 1969, readmitido de nuevo en la Unión de Escritores, a Negoițescu le fue asignado un apartamento en la Calea Victoriei de Bucarest. En diciembre de ese año, las autoridades le amenazaron con confiscar a la familia Negoițescu citando una razón jurídica que él consideraba insostenible y, en consecuencia, inició un proceso formal que protesta.
A pesar de las crecientes reacciones negativas contra su obra, Negoițescu continuó publicando ensayos y monografías: Însemnări critice («Registros críticos», 1970), E. Lovinescu (1970), Lampa lui Aladin («La lámpara de Aladino», 1971), Engrame («Engramas», 1975), Analize și sinteze («Análisis y síntesis», 1976). Estos libros transgredían ocasionalmente los límites impuestos por los líderes comunistas e iniciaron varios de sus enfrentamientos más o menos importantes con la censura. En un caso de 1971, la edición completa de Lampa lui Aladin fue confiscada y destruida por los representantes del régimen. Estas medidas causaron mucha tensión en Negoițescu, lo que provocó su tercer intento de suicidio el 23 de agosto de 1974, en el trigésimo aniversario del golpe de Estado de 1944 y el día nacional de Rumanía durante el gobierno comunista. Según opinaba el psiquiatra Ion Vianu, amigo de Negoițescu, éste fue ingresado en el Hospital de Emergencias de Bucarest durante un largo periodo de tiempo, después de haber tragado una gran cantidad de hipnóticos. En paralelo a estos incidentes en us vida y su trayectoria profesional, Negoițescu publicó varias obras de poesía: Sabasios (1968), Poemele lui Balduin de Tyaormin («Poemas de Baldwin de Tyaormin», 1969), Moartea unui contabil («La muerte de un contable», 1972), Viața particulară («Vida privada», 1977).

### El movimiento Goma y deserción
Un acontecimiento clave en la vida y la carrera del autor ocurrió en 1977, cuando protestó contra el gobierno abiertamente del lado de disidentes políticos. Ese año, inspirado por el movimiento checoeslovaco Carta 77, el novelista rumano Paul Goma escribió una petición colectiva crítica con las políticas culturales y sociales de Ceaușescu en la era posterior a las Tesis de julio. Mientras Goma estaba siendo sujeto a una investigación por la Securitate, Negoițescu firmó una carta abierta declarando su solidaridad con la iniciativa y se unió abiertamente a varias otras formas de protesta. El documento en cuestión le granjeó una mayor antipatía del régimen cuando fue leída en el programa de la diáspora rumana en Radio Free Europe, una empresa anticomunista basada en Alemania Occidental.
Negoițescu mismo fue arrestado poco después, sometido a un violento y humillante interrogatorio, que le produjeron de nuevo pensamiento suicidas. También se le amenazó con procesarlo por incumplir el artículo 200 del código penal, que prohibía las relaciones homosexuales. Por entonces, los hombres de la Securitate estaban interesados en la relación homosexual entre Negoițescu y el joven poeta Petru Romoșan, que también fue retenido en custodia durante ese tiempo y que diversas fuentes han identificado como la persona que informaba en secreto sobre la vida personal de Negoițescu. Varias otras personas fueron detenidas como sospechosos, en su mayoría por haber tenido relaciones sexuales con Negoițescu. El grupo, que Romoșan mismo dice que incluía a una 30 personas, incluía entre otros al poeta Marian Dopcea, en esa época estudiante en la Universidad de Bucarest. El arresto de Negoițescu despertó el interés por el crítico en los gobiernos occidentales, cuyos representantes seguían el caso con preocupación. Al mismo tiempo, el régimen comunista expulsaba por la fuerza a Goma y a Ion Vianu, este segundo habiéndose unido a la protesta y llamado la atención sobre el uso del ingreso involuntario en hospitales y centros psiquiátricos como arma política.
Como un medio para evitar la condena, Negoițescu consintió en escribir y firmar Despre patriotism («Sobre el patriotismo»), un ensayo en el que se retractaba de sus declaraciones y expresaba arrepentimiento por sus acciones. Según el escritor Ștefan Agopian, Negoițescu fue forzado por el gobierno a aceptar un matrimonio de conveniencia, mientras que la noticia del encarcelamiento de Romoșan recorría el ambiente literario. Todavía con permiso para viajar a Europa Occidental, Negoițescu participó en un festival de poesía en Bélgica, tras el que consiguió varias becas e invitaciones. Publicó otros dos libros en Rumanía: su correspondencia con Radu Stanca, con el título Un roman epistolar («Una novel epistolar»), en 1978, y la antología de ensayos Alte însemnări critice («Otros registros críticos») en 1980. Sin embargo, Ion Negoițescu pasó la mayor arte de principios de los 80 en el extranjero y, de 1982 a 1983, vivió en Colonia, en Alemania Occidental, dando clases de literatura rumana en la Universidad de Münster. Durante sus breves vueltas a Rumanía, fue objetivo de ataques de la prensa comunista nacional, dirigidas por el escritor Eugen Barbu y su revista Săptămîna.
En 1983 Negoițescu se decidió a formalizar su deserción, asentándose definitivamente en Múnich. Se hizo colaborador de Radio Free Europe, así como de Deutsche Welle, la BBC y varias revistas de la diáspora. Fue editor de dos revistas literarias, Caietul de Literatură y Dialog, basada en Bad Ditzenbach, así como programador de Radio Free Europe. Reclutando la colaboración de varios compatriotas exiliados, Dialog publicaba artículos de Negoițescu sobre autores de dentro y fuera de Rumanía, entre los que se contaba a Agopian, Bedros Horasangian, Mircea Nedelciu, Radu Petrescu y Dumitru Țepeneag. junto con otras amistades rumanas que habían sido expulsadas o había huido de Rumanía (Călinescu, Nemoianu, Raicu y Vianu entre ellos), también fue miembro del colegio editorial de Agora, una revista basada en Estados Unidos fundada por el poeta y disidente Dorin Tudoran, con el apoyo del National Endowment for Democracy.

### Últimos años y fallecimiento
El reconocimiento en Rumanía de la obra de Negoițescu fue restaurado tras la revolución de 1989. Ya en 1990, Editura Dacia publicó su În cunoștință de cauză («Con conocimiento de causa»), que reunía sus ensayos anticomunistas escritos en el extranjero. Su síntesis literaria, anunciada en 1968, fue finalmente publicada por Editura Minerva en 1991. Bajo el título Istoria literaturii române («Historia de la literatura rumana»), todavía estaba incompleta y solo cubría el periodo entre 1800 y 1945. Con base en la Alemania reunificada tras 1989, Negoițescu estaba escribiendo sus memorias, que creía iban a ser consideradas como su obra maestra, en las que trabajaba intensamente. Mantuvo el contacto con el ambiente literario rumano y su entrevista por su colega Marta Petreu, una escritora algo más joven, tuvo un cierto impacto. Durante uno de esos encuentros confesó su miedo a morir antes de haber acabado su trabajo en sus memorias, Straja dragonilor.
Hospitalizado durante largo tiempo, Negoițescu falleció en Múnich a los 71 años. Su cuerpo fue quemado y sus cenizas fueron llevadas de vuelta a Rumanía, donde fue enterrado en el cementerio central de Cluj. Solo había conseguido acabar dos capítulos de sus memorias, que fueron publicadas más tarde por Petreu e Ion Vartic, con el título de Straja dragonilor («Vigilando a los dragones», Biblioteca Apostrof, 1994). Otros tres textos fueron publicados en el periodo inmediatamente después de su muerte: el epílogo a Istoria..., titulado Scriitori contemporani («Escritores contemporáneos»); el diario y memorias Ora oglinzilor («La hora de los espejos», 1997); y su colección de cartas al crítico Sami Damian, titulada Dialoguri după tăcere («Diálogos tras el silencio», 1998). Su obra como antologista, que data de la década de 1950, también fue editado bajo la dirección de Regman: De la Dosoftei la Ștefan Aug. Doinaș ("De Dosoftei a Ștefan Aug[ustin] Doinaș", Editura Dacia, 1997).

## Contribución literaria

### Estilo y contexto
Debido a la persecución política a la que fue sometido durante gran parte de su vida, la carrera literaria de Ion Negoiţescu resultó en una serie de obras incompletas y dispersas. El historiador de la literatura Alex Ştefănescu compara el efecto general a «una habitación registrada por la Securitate y abandonada en un estado desastroso». Señalando la misma característica definitoria de incompletitud, el crítico literario Bogdan Creţu menciona la inconsistencia de Negoiţescu como una causa alternativa: «era un hombre de grandes proyectos que, como regla general, no conseguía completar». A pesar de criticar esta tendencia, Creţu califica al autor como «el de mayor talento» de entre los críticos del Círculo de Sibiu y «uno de los críticos más dotados que jamás hemos tenido». El valor de sus contribuciones ha sido relacionado por varios analistas con la forma en que Negoiţescu abordaba la literatura y, en particular, su personal apreciación de la belleza. Estas características distintivas fueron discutidas por primera vez por Lovinescu en su artículo de 1943. Comparando a Negoiţescu tanto a Eminescu como a Percy Bysshe Shelley, el teórico de Sburătorul insistía en discutir la apariencia de su joven discípulo como un signo exterior de fineza literaria: «Un fino, femenino, andrógino; delicadeza, timidez, fácilmente alarmado por algún tipo de pudor traicionado por discretos matices de carmín. Y sobre todo, esa apariencia, una máscara de ensueños.» Creţu ve la carrera de Negoiţescu consumida por «gestos románticos o impulsos entusiastas, apenas temperados por la prodigiosa cultura de este dandy hipersensible, que nunca maduró.» En referencia a su colaboración en el Círculo de Sibiu durante finales de los 40, Balotă sin embargo indica que Negoiţescu era un crítico declarado de todos aquellos que valoraban la belleza por encima del mensaje, en línea con el «esteticismo ambiguo» del grupo. Según Alex Ştefănescu, Negoiţescu, una figura «solitaria e incomprendida», abordaba su misión más como un «poeta maldito» que como un investigador y consideraba la literatura «una droga» que «inyectaba en sus venas». Desde el punto de vista de Ştefănescu, esta característica fundamental, como la homosexualidad de Negoiţescu, era incompatible tanto con la «brutalidad contundente» del comunismo como con la naturaleza «mojigata» de la sociedad rumana.
El novelista y crítico Norman Manea se refiere a la «naturaleza ejemplar del caso [de Negoiţescu]» como evidencia de que, contrario a la opinión popular, la calidad de la literatura «no llega desde la ética a la estética, sino al revés». En su valoración, Negoiţescu era «un miembro de una minoría, no sólo erótica, sino una persona elegida, personificando el acondicionamiento ardiente, realmente intrínseco, [...] entre la libertad y la belleza, no sólo entre la libertad y la moralidad.» De forma similar, Matei Călinescu recuerda haber estado «fascinado» por «su vigoroso y "decadente" esteticismo que, sin embargo, estaba paradójicamente doblado por una gran intransigencia moral en cuestiones de arte o de verdad artística.» Călinescu estaba convencido de que la visión artística de Negoiţescu poseía «un filo moral escondido», uno que volvía ocasionalmente «sobre sí mismo», y que convertía a Negoiţescu en «una de las más grandes figuras éticas de la cultura rumana». Un veredicto similar lo introdujo Ion Vianu: «su comportamiento orgulloso, el riguroso esteticismo que profesaba, eran la expresión de una exigencia extrema, tan expandida a nivel artístico como en el nivel moral.» Estos aspectos dieron pie a Bogdan Creţu para sugerir que la obra de Negoiţescu estaba caracterizada primordialmente por una «consciencia crítica», que fue posible gracias a su «específico [y] trágico histrionismo»: «aunque le causó grandes angustias durante su vida [...], le obligó a ser, sin importar el riesgo, consistente con sí mismo; es decir, honesto, entusiasta, genuino.»
Como consecuencias negativas del esteticismo de Negoiţescu, Ştefănescu cita sus «excesos de solemnidad» y la «excesiva timidez» de sus ensayos críticos, así como una falta de determinación y una tendencia a la «autosugestión». De forma similar, el escritor Andrei Terian veía a Negoiţescu como falto de la «cabeza literaria» necesaria para un crítico, siendo en cambio un «ávido consumidor de arte» con «un inmenso y sensual apetito». En referencia al asunto del crítico frente al artista, Ştefănescu apunta: «Proveía veredictos contradictorios. Habitualmente se permitía ser guiado por la voluntad de tener un momento de beatitud estética. Siempre que le faltaba la heroína literaria, se conformaba con un texto débil [...]. Amaba tanto las profundidades que las inventaba.» Ştefănescu y otros críticos creen que el declarado amor de Negoiţescu por la literatura y los libros como objetos era casi de naturaleza física.

### Primeros trabajos y los ideales deEuphorion
Un elemento sustancial y precoz de la obra crítica de Negoiţescu estaba caracterizado por centrarse en Mateiu Caragiale. Bogdan Creţu, que señala la entusiasta recepción que Negoiţescu dio a la obra poética de Caragiale en su primer ensayo publicado, cree que hay una conexión intrínseca entre las dos figuras a nivel del esteticismo. Según Ion Vianu, lo «hermoso, pálido y distante» que Negoiţescu aportaba, recordaba a Aubrey de Vere, el «mórbido aristócrata» en la novela corta Remember de Caragiale. La admiración de la obra de Caragiale que Negoiţescu mantuvo a lo largo de su vida, específicamente la afirmación de que la novela Craii de Curtea-Veche estaba construida en torno a una «arquitectura secreta», fue discutida por el crítico literario y anglicista Mircea Mihăieş. Mihăieş describió Craii... como un montón de «kitsch pretencioso» y acusó a varios colegas de incrementar artificiosamente el nivel cultural de Caragiale.
Hacia 1945, según Creţu, Negoiţescu había alcanzado su madurez creativa, fundamentalmente perfeccionando la «deconstrucción» de los textos objeto de su análisis. En particular, Creţu considera excepcional el veredicto del joven crítico sobre la novela Enigma Otiliei de Călinescu (donde Negoiţescu había identificado, probablemente antes que los demás comentadores, el nivel de parodia que se extiende por debajo de los préstamos formales de Honoré de Balzac) y en los poemas de George Bacovia (comparados por Negoiţescu al estándar artístico general de los movimientos simbolistas locales, con los que Bacovia había sido clasificado formalmente). Escrito en paralelo, Povestea tristă a lui Ramon Ocg, descrito por Ştefănescu como una marca de la breve afiliación de Negoiţescu con el Surrealismo, idealiza la vida de la estrella mexicana del cine Ramón Novarro, con énfasis en la homosexualidad de Novarro. Según la definición de Bogdan Creţu, el libro muestra el compromiso de Negoiţescu con el antifascismo y especialmente con su uso de la sátira contra la «ideología fascista, con todos sus abusos». Creţu también señala que la publicación de Povestea tristă... fue financiada con el dinero que Negoiţescu había hecho vendiendo sus botas, parte de su uniforme de guardia paramilitar.
Euphorion, el fallido proyecto de Negoiţescu de publicar una revista literaria, también fue su explícito intento de crear un manifiesto literario modernista. Colocando sus referentes en el Romanticismo alemán y en el Fausto de Goethe, el crítico encontró en la figura trágica de Euphorion una imagen ideal de «todas las cosas nuevas a nivel espiritual». La idea central, ocasionalmente parafraseada como euphorionismo, fue definida por Negoiţescu mismo en los términos de una oposición entre lo apolíneo y lo dionisíaco, con una preferencia por el primer término y en combinación con un «faustianismo moderno, lo que es decir dinamismo, prisa imprudente». Viendo en Euphorion una víctima preferida de los elementos caóticamente modernos de su propia naturaleza dual e indicando que Goethe había tratado inicialmente de dar a su personaje un carácter más alegre y una existencia más equilibrada, el teórico afirma: «Propondré como un objetivo a ese Euphorion inicial [...]. Toda la decadencia romántica contemporánea, los signos de crisis y desastre, como el Naturalismo y el Surrealismo, etc., son consecuencias de esa ruptura interior del ser de Euphorion. Deberíamos proponer la restauración de Goethe.»
El historiador literario Ion Simuţ, que defiende la separación entre la ideología del Círculo y el euphorionismo de Negoiţescu, también señala que, habiendo usado anteriormente a Eugen Lovinescu para emanciparse de Blaga y el tradicionalismo, el joven crítico y todos aquellos que estaban de acuerdo, cansados de parecer demasiado distantes de sus raíces, invocaban a Goethe como «un antídoto al lovinesquismo, es decir, a refugiarse en la estética». Simuţ escribe que, al contrario que los principios ideológicos del Círculo, este nuevo programa era «ambiguo, idealista, con probabilidades de ser aproximadamente, no definido claramente de hechos concretos». En general, los trabajos posteriores de Negoiţescu en la época estaban divididos entre las influencias de Lovinescu y George Călinescu: comentando sobre este veredicto y parafraseando una afirmación de Ştefan Augustin Doinaş, Terian defendía que sus dos mentores se habían convertido (respectivamente) para Negoiţescu en «el maestro querido» y «el maestro odiado». También según Terian, esta posición reflejaba los ambiciosos pronunciamientos del propio Lovinescu sobre la obra de su rival Călinescu. Identificando Viitorul literaturii române? como un momento crucial, en el que Negoiţescu aparece en desacuerdo con las creencias centrales de ambos mentores: por una parte, los argumentos de Călinescu de que la literatura rumana se basaba en una cultura campesina; por otra, la conclusión de Lovinescu de que las tendencias culturales rumanas no sugerían características estilísticas que no estuviesen también extendidas en civilizaciones similares.

### Poezia lui EminescueIstoria literaturii române
Conservada por Alex Ştefănescu tanto la única obra completa de Negoiţescu, así como «una especie de poema crítico», Poezia lui Eminescu se convirtió en una de las obras más celebradas de toda su carrera literaria. El historiador de la literatura y columnista Mircea Iorgulescu describió la obra como un «momento crucial en la exégesis eminesciana», igualada tan solo por el estudio de 1932 de George Călinescu, Viaţa lui Mihai Eminescu («La vida de Mihai Eminescu») y el de 2002 de Ilina Gregori, Studii literare («Estudios literarios»). Iorgulescu afirma que, aunque estructurado como «un exiguo panfleto de poco más de doscientas palabras», el libro «cambia radicalmente la comprensión de Eminescu y su poesía». En general, el texto se olvida de la poesía ántuma de Eminescu y se centra en los poemas publicados tras la muerte del autor. Discute su imaginería sombría, relacionada con el sueño, en particular la presencia de ángeles andróginos, su recurrente referencia a la oscuridad y sus varias alusiones a la tentación del pecado. Estos temas, habitualmente ignorados en los predecesores críticos de Negoiţescu, descubrirían en Eminescu un artista «plutónico». Ştefănescu cree que Negoiţescu pretendía eludir esa parte de la obra de Eminescu que se ha convertido en ampliamente accesible al público «diverso» y, en su lugar, centrarse en los secretos restantes. El resultado de estos estudios, según propone Ştefănescu, tienen «la unidad titilante —y cegadora— de las llamas de magnesio», su intensidad evocando «una experiencia enloquecedora, dejando que experimentador reemerja con su cabello todo cano.» Desde el punto de vista de Ştefănescu, la pasión sentida por el exegeta es el equivalente homoerótico de un amor físico. Escribe: «Nadie, ni siquiera Veronica Micle, ha amado [a Eminescu] de forma tan intensa y trágica como Ion Negoiţescu.» Este punto de vista altamente personal y disidente chocaba tanto con la ortodoxia crítica como con otras revaluaciones críticas contemporáneas de Eminescu. Los textos de Negoiţescu chocaban con las conclusiones obtenidas por Matei Călinescu en su libro de 1964 sobre la última poesía de Eminescu (que se había centrado principalmente en el impacto relativo de la estética de Arthur Schopenhauer). La concentración de Negoiţescu en la obra póstuma de Eminescu fue intensamente discutida en los años posteriores por el historiador de la literatura Nicolae Manolescu, que veía esta estrategia como exclusivista.
Ştefănescu considera Istoria literaturii române como, «no sólo inacabada, sino nunca comenzada»: Negoiţescu solo había publicado lo que se suponía era su parte media (planeando discutir la literatura posterior a 1800 en un addenta al segundo volumen, junto con las obras del siglo XX). Escrito anteriormente, Lampa lui Aladin  fue criticado por el mismo crítico como ejemplo de la inconsistencia y falta de estructura de Negoiţescu, dado que trata de autores que «no están relacionados entre sí»: Doinaş, Dan Botta, Mircea Ciobanu, Florin Gabrea, Mircea Ivănescu, Marin Mincu, Virgil Nemoianu, Toma Pavel, Sebastian Reichmann, Sorin Titel, Daniel Turcea y Tudor Vasiliu. Ştefănescu añade: «Ion Negoiţesc tuvo la negligencia de prometer que iba a escribir una historia de la literatura y luego, hasta el fin de su vida, se sintió acosado por por la expectación interrogativa de los que le rodeaban, en el sentido de bocas de lobo hambrientas. Buscó justificaciones para retrasar su obra [...] y finalmente fabricó, basándose en textos fragmentarios (algunos excepcionalmente valiosos como ensayos), algo que parece una historia de la literatura.» Él miso historiador de la literatura, Paul Cernat estimó el escrito de Negoiţescu como un «primer esbozo», señalando que sigue la tradición subjetiva e «impresionista» de la crítica literaria habitual en Rumanía. Esta tendencia, según creencia de Cernat, relaciona a Negoiţescu con los autores síntesis críticas de Entreguerras (George Călinescu y Eugen Lovinescu), así como con su contemporáneo más joven Manolescu. En esta definición, el enfoque, que Cernat considera debatible, se basa en la creencia partisana de que la crítica «no representa una "ciencia", sino una forma de creación cercana al arte, que no rechaza el rigor y la erudición». Cernat sostiene que la aplicación de un enfoque «impresionista» en el libro de 1967 de Negoiţescu generó resultados «extravagantes». Un punto de vista similar es defendido por Andrei Terian. Llama a la obra «semifracaso» y, rechazando la noción de que esos problemas eran funcionales, consecuencia de la falta de acceso de Negoiţescu a las fuentes primarias, considera Istoria... como sintomática de las inconsistencias de su autor. Apoyando esta interpretación, Terian cita la decisión de Negoiţescu de conceder una entrada importante al novelista menor Dinu Nicodin.
Uno de los principales fines de Istoria literaturii române, señalado específicamente por Negoiţescu en el prefacio de la obra, era descubrir las relaciones entre la especificidad de la cultura rumana («lo que somos los rumanos y como defendemos nuestra postura enfrentados a la historia») y el contexto europeo u occidental más amplio. La versión final también era una declaración en contra de los principios del nacionalcomunismo, confirmando la creencia de Negoiţescu de que la literatura rumana no precedía el nacimiento de la literatura moderna, y que se había desarrollado en «imitación a la literatura occidental». Negoiţescu por lo tanto reconocía que un tal proyecto solo se podía completar fuera de Rumanía, en un país tocado por «el amanecer de la libertad».
Aunque incompleto, el libro abre varios caminos nuevos en el comentario crítico. Estudia la primera literatura erótica rumana e incluye la hipótesis de que los poemas eróticos de Costache Conachi imitaban la Ode à Priape, una obra del francés Alexis Piron. La posdata Scriitori contemporani fue diseñada para completar su análisis global de la literatura rumana y dio una amplia cobertura a los autores de la diáspora rumana (aunque, como señala el crítico Mihaela Albu, no incluyó a autores de las regiones de Besarabia y Bucovina septentrional). Elaborando su afirmación de la crítica «impresionista», Cernat insiste en la costumbre de Negoiţescu de estructurar los capítulos únicamente alrededor de partes selectas de las contribuciones de un autor, lo que Cernat considera tuvo un valor desigual desde un punto de vista científico.

### Straja dragoniloryOra oglinzilor
Las principales memorias de Negoiţescu, Straja dragonilor, han atraído la atención por su franca descripción de la sexualidad precoz en general y de la experimentación homosexual en particular. La investigadora Michaela Mudure afirma que, definiendo de forma abierta la masculinidad en términos no heterosexuales, el texto es una de las «pocas y notables» excepciones dentro de la literatura androcéntrica de las culturas de Europa Oriental. Según la valoración del libro de Alex Ştefănescu: «Es la primera vez que un autor rumano se analiza a sí mismo con una sobriedad llevada hasta las últimas consecuencias, con incluso una forma de crueldad, produciendo confesiones que otros no producirían ni bajo tortura.» Una conclusión similar es sugerida por el crítico literario Adriana Stan: «La calma de extraer sentidos morales [en Negoiţescu] y su desafío autenticista de "decirlo todo" casi se precipita en un exhibicionismo de una naturaleza masoquista y anti-erótica.»
Ştefănescu relaciona este tipo de «insensibilidad» con el de «un cadáver en la mesa de disección» o «una estatua que podemos examinar desde todos los lados». El crítico cree que la obra es más atrevida que cualquier posible analogía en las letras locales. La compara con el Jurnalul unui cobai («El diario de una cobaya») de Miron Radu Paraschivescu, que, por otra parte, solo es «implacable» con los conocidos del autor; a los diarios de Livius Ciocârlie, que sin embargo «se mantienen en los límites de la decencia literaria»; a la novela Travesti de Mircea Cărtărescu, que discute la transexualidad en metáforas que los hacen «menos impactante». La misma comparación general fue hecha por la crítico Ioana Pârvulescu, que consideró que Straja dragonilor evade la tradición de la literatura autobiográfica rumana en cuanto que estaba libre de la «obsesión por la imagen», sin cortejar las simpatías del lector. Añade: «Acercarse a la muerte es una garantía para una sinceridad de la mejor calidad. El único peligro que acecha entre las páginas es el del tiempo acabándose y esto produce [...] impaciencia y precipitación caóticas, como la aglomeración de los últimos granos de arena en el cuello de un reloj de arena.» Los episodios en el libro de Negoiţescu retratan al joven como un buscador de experiencias sexuales promiscuas, que disfruta de las insinuaciones de hombres adultos (como los del ordenanza de su padre), pero también experimenta con chicas de su misma edad. En una secuencia narrativa, el autor cuenta como, encontrándose en un cine a oscuras, satisfizo sus deseos sobando los genitales de un hombre desconocido sentado a su lado, jugando así con una condena pública por actos homosexuales. Stan propone que ese tipo de experiencias revelan que el protagonista y narrador ha sido «hedonista», «dionisiaco» e «histriónico», caracterizado por una falta de voluntad de tomar una distancia crítica del «objeto de su contemplación» y mostrando una «psicología del exceso».
Alex Ştefănescu está de acuerdo con la creencia de Negoiţescu en las cualidades narrativas del libro, argumentando que Straja dragonilor es, tras Poezia lui Eminescu, «lo mejor que este febril y desigual autor ha escrito jamás». El mismo comentador alaba el volumen por mostrar una forma de sinceridad que ha sido básicamente «conquistada a través de la cultura y la experiencia de la escritura», teniendo como resultado «otro nivel» de memoria. Escribe: «Todo es hermoso de la autobiografía de Ion Negoiţescu, incluso aquello que es feo. [...] Un lector que está estimulado puramente por la curiosidad prosaica se verá desilusionado y lo abandonará (como el obseso sexual abandonará un libro de Freud).» Desde el punto de vista de Pârvulescu: «Aunque rompe todo tipo de tabús, [...] las memorias de Negoiţescu están tan bien escritas que nunca caen en la vulgaridad o la obscenidad.» De igual forma, Adriana Stan estima que el libro es «singular en nuestra literatura» y la «obra capital» de su autor. También según Ştefănescu, los lectores que siguen el relato de los actos sexuales espontáneos del joven Negoiţescu en el cine, les resultará simpático el protagonista, incluso «darán un suspiro de alivio» cuando vean que sus avances no son rechazados. El mismo crítico encuentra otra cualidad a destacar en el libro en su «vasta descripción de estados emocionales», que cree comparables a secciones de En busca del tiempo perdido de Marcel Proust. En uno de tales fragmentos, arguye, Negoiţescu presenta a su yo infantil como «un extraño Pigmalión», ayudando a su propia madre a vestirse para un baile y obsesionándose con todo detalle de su apariencia. Su naturaleza «proustiana» también es destacada por Stan, que comenta: «la recolección realizada por el ego adulto tiene por lo tanto demasiado poco en común con un diario regular, constituido y dirigido de un escritor.» Adicionalmente, Pârvulescu ve una cualidad esencial del libro en su descripción de Transilvania tanto como una prolongación de la «grandeza decadente» de Austria-Hungría, como un área con ecos balcánicos y levantinos, «las pastas Ischler en la misma mesa que el qatayef.» Una sección del Straja dragonilor está basada en un estricto inventario de la genealogía de Negoiţescu, con una explicación de la historia de la familia. El segmento es considerado «aburrido» por Ştefănescu, que señala que los nombres mencionados «no significan nada para nosotros», pero sin embargo reconoce el «escalofrío» que evocan: «el escritor, alertado por la premonición de la muerte, desea salvar [...] todas las cosas que puede recordar sobre sus antepasados.»
Straja dragonilor también incluye una relación de primera mano del episodio fascista de Negoiţescu, incluyendo las circunstancias de sus varias contribuciones a la prensa de la Guardia de Hierro y la alegría que sintió a finales de 1940, cuando el movimiento consiguió asesinar al historiador y político Nicolae Iorga. El intervalo es explicado en relación con su crisis de identidad: «Estaba siendo impulsado por un terrible demonio vital, un impulso de afirmación sin precedente, un individualismo agudo, quizás incluso una tendencia instintiva por el dominio, todo sometido a mi homosexualidad, que me imponía una timidez, y eventualmente a los rigores de la historia.» A pesar de esta franqueza particular, Bogdan Creţu sugiere que el libro efectivamente minimiza la implicación de Negoiţescu con los fascistas, haciendo que parezcan menos relevantes a su biografía de lo que realmente lo fueron.
La otra contribución tardía de Negoiţescu al género de las memorias fue Ora oglinzilor, que agrupa y reestructura fragmentos de un diario que cubre su vida entre los 16 y los 30 años, así como piezas de autoficción (como diarios de personajes ficticios llamados Paul y Damián) y homenajes intertextuales al autor modernista francés André Gide. De acuerdo con el filólogo Florin Rogojan, el texto completo «restaura la imagen de Negoiţescu como una personalidad a punto de nacer, reflejándolo en su propia subjetividad de un ser que apuesta todo a la creatividad.» Desde el punto de vista de Rogojan, el elemento clave en este volumen es la habilidad confesa del autor de «dividirse entre el observador y el observado»: «[Yo] Había adquirido algo que toda persona en esta Tierra debería envidiar. [...] Soy a la vez el modelador y la misma materia que modelo.» El libro reproduce la jerarquía propia del autor en sus proyectos personales, basándose en la manera en la que podían impactar el mundo exterior — desde «mi obra más importante hasta el momento», el diario, hasta novelas planificadas (pero nunca llevadas a cabo) que debían celebrar su madurez creativa. Rogojan considera la introducción de elementos ficcionalizados como una base para exponer las «crueles verdades» sobre la vida de Negoiţescu (los problemas morales que representaba su propia homosexualidad o el miedo a perder la inspiración artística).

## Activismo en la sociedad civil y pensamiento político

### Características generales
De acuerdo al historiador de la literatura Mircea Martin, Ion Negoiţescu y sus colegas del Círculo de Sibiu representan una fracción mayor de intelectuales que, fortalecidos por la liberalización de la década de 1960 y la perspectiva de retomar los debates históricos, expresaron su apoyo a una identidad paneuropea y cosmopolita. Según la definición de Martin, este grupo diverso incluye a otros que «habían pasado por cárceles comunistas» (Adrian Marino, Ovidiu Cotruş, Alexandru Paleologu), junto con los desilusionados o militantes del Partido Comunista Rumano (Savin Bratu, Vera Călin, Paul Cornea, Ovid Crohmălniceanu, Paul Georgescu, Silvian Iosifescu) y un significativo número de escritores jóvenes que en esa época estaba dando sus primeros pasos. La comunidad, según este historiador, reaccionaba principalmente contra el nacionalismo étnico y el protocronismo promovidos, dentro de los límites definidos por el régimen comunista, por figuras tales como Paul Anghel, Eugen Barbu, Edgar Papu, Mihai Ungheanu o Dan Zamfirescu.
De forma similar, Norman Manea coloca el perfil público de Negoiţescu en relación con los ideales estéticos de su obra: «El apego indestructible por la belleza y la estética ha fortalecido el por otra parte sobrio y frágil ser del escritor a través de los tiempos de la exultación de la Guardia de Hierro, así como a través de los tiempos de desorden y persecución comunistas. [...] La fealdad, la barbarie, la vulgaridad y la estupidez en las que caen rápidamente las grandes maquinarias totalitarias se han probado [...] rechazadas por la Belleza.» Matei Călinescu mencionó la «consciencia internamente orgullosa de su propio genio» de su amigo, tal como se manifiesta en contra de las definiciones de genio favorecidas por el «provincianismo cultural comunista». Contrastando el «esteticismo», el «individualismo» y el «cuasianarquismo» de Negoiţescu con el «día a día gris, agarrotado e impregnado de miedo del comunismo», Călinescu también señala: «El heroísmo diario de Nego fue el de ser él mismo, sin importar las consecuencias para la supervivencia social de su identidad y el rechazo a ocultarla.» Este punto de vista, añade Ion Vianu, transformó a Negoiţescu en «la perfecta, ejemplar víctima del comunismo».

### La transición de la década de 1940
Antes de convertirse en discípulo de Lovinescu, el Negoiţescu adolescente veía el nacionalismo como una calidad neutral e incluso clasificaba las obras que revisaba según su discurso patriótico. Sus artículos de la época realizan comparaciones entre el difunto fundador de la Guardia de Hierro,  Corneliu Zelea Codreanu, y Cristo, o realiza afirmaciones de que el movimiento tenía raíces simbólicas en la historia antigua, con los dacios y los tracios. Después de que el Estado Legionario Nacional fuera reemplazado con el régimen de Ion Antonescu, el crítico expresó su apoyo a la alianza de Rumanía con la Alemania nazi durante la Operación Barbarroja y el Frente Oriental, describiendo la promesa de un «gran futuro». Manea insiste en que, en las décadas posteriores, el Negoiţescu transformado fue capaz de usar su filiación juvenil con el fascismo («las trampas colocadas por la exultación») como un entendimiento de otras formas de experimentación política: «La experiencia de júbilo gregario [prepararon a]l novicio fácilmente seducido para acumular la desconfianza hacia la multitud». Esta distancia crítica, afirma Manea, también ayudó al escritor adulto a identificar los peligros de la «exultación y estupidez» de la era comunista y, en particular, de la «complicidad con el poder hinchado y obsceno». El «génesis emocional de las ideas y pensamientos de Negoiţescu» también es considerado por Adriana Stan como una posible explicación del «episodio de la Guardia de Hierro», que descarta como «un accidente conjetural de un adolescente demasiado cándido y cosmopolita para alimentar los síntomas de una profunda intolerancia.»
La defensa del programa de Lovinescu por el Círculo de Sibiu atestiguan el rechazo de los ideales de extrema derecha. A la vez que reconoce que el Segundo arbitraje de Viena había convertido el «sentimiento nacional» de los transilvanos en algo más precioso de lo que jamás había sido antes, el texto llamaba a la precaución contra un renacer del exclusivismo nacionalista en el campo literario y echaba la culpa del păşunismo a la revista Sămănătorul, publicada a principios del siglo XX. Negoiţescu había designado una porción de la carta como una sátira que apuntaba contra los «neosămănătoristas», a los que retrataba como demagogos camuflados con ropas modernistas: «Ardiendo con la fiebre de la exultación cuando se gritan unos a otros la palabra "cultura" en cualquier esquina, todos directores de escuela de patriotismo o moralidad y de poesía, enamorados del "suelo sagrado" sólo porque lo ven desde sus confortables sillones de la ciudad que todavía maldicen, los păşunistas se imaginan día y noche frente al arado.» En una carta de 1969, protestando en contra de la marginalización realizada por los comunistas, el autor mismo argumentaba: «En lo que concierne a la atmósfera políticamente desfavorable que ha sido creada en trono a mi nombre, me parece curioso que aquellos que lo apoyan no recuerden que, en 1943, yo fui el autor del manifiesto del Círculo literario de Sibiu, con el que protestamos en contra de la ideología fascista.» También insistió en que sus credenciales antifascistas estaban siendo reconocidas por varias obras sobre historia literaria publicadas a finales de la década de 1960. Comentando la naturaleza de su carta de 1943, Bogdan Creţu sin embargo la califica como una versión actualizada de los principios vitales de Lovinescu, más que un manifiesto de diferencia artística. También según Creţu, la afiliación del joven crítico quería decir que no «ignoraba de forma obtusa» la literatura tradicionalista en su totalidad, señalando que Negoiţescu era indulgente cuando se trataba de poemas de tradicionalistas como George Coşbuc, Octavian Goga o Aron Cotruş.
A finales de su transición postfascista, presuntamente, Negoiţescu se habría incluso unido a organizaciones dirigidas por el Partido Comunista. Discutiendo este rumor en su correspondencia con Deliu Petroiu en 1946, Ion Dezideriu Sîrbu especulaba sobre la posibilidad de que sus amigos estuviesen simplemente tratando de sobrevivir en una nueva sociedad en pleno proceso de comunización: «Una cierta indiferencia política da un tinte absurdo a todas las esperanzas de mejora. La suerte roja está echada. [...] Los chicos se han afiliado con los comunistas. Es decir, Nego, Regman y Doinas. Han prometido una revista semanal, fondos, etc. Nego incluso espera un visado y un pasaporte para salir a Francia.» Sîrbu expresó su creencia de que la célula del Círculo de Sibiu podían formar «una isla honesta en este caos de ignorancia legalizada y confirmada» y afirmó que, en caso de que esto no fuese posible, él se uniría a ellos para planificar una huida, a través del distrito de Arad, hacia un aliado occidental.

### Oposición al comunismo
Los comentaristas ha contrastado a menudo el apoyo público de Negoiţescu al movimiento de Paul Goma y el riesgo que esto implicaba con la falta de solidaridad percibida, la intimidación o la indiferencia mostrada por el sistema cultural de finales de la década de 1970. discutiendo el contexto del incidente, el historiador y analista político británico Tom Gallagher realizó la siguiente evaluación: «Privilegios e intimidaciones cuidadosamente moduladas estimulaban a los intelectuales a mantenerse silenciosos y a veces incluso a vigilar sus profesiones en nombre del régimen.» Un argumento similar, presentado por Dorin Tudoran, fue parafraseado por Monica Lovinescu: los dos autores destacaron a Negoiţescu y Vianu como ejemplos de «solidaridad» entre los intelectuales rumanos, en contraste con el patrón genérico de «soledad». La escasez de tales iniciativas comunes, concluye Monica Lovinescu, contrastaban con los proyectos representativos de la sociedad civil en otros países del Bloque oriental (los comités de defensa de los trabajadores entre ellos).
De acuerdo al crítico e historiador de la literatura Gelu Ionescu (él mismo miembro del personal de Radio Free Europe), Negoiţescu, Goma y Vianu fueron las únicas figuras que en su momento pusieron en duda la «legitimidad del sistema», una situación que él cree enraizado en el «carácter de los rumanos», particularmente su «miedo». Él mismo autor y disidente, Virgil Tănase reflexionaba sobre el periodo: «Corrompidos y hundidos por una conveniencia excesivamente larga y complaciente [...], los escritores rumanos contemplaron el esfuerzo de Paul Goma con desconfianza. Una carta de Ion Negoiţescu y el apoyo de Nicolae Breban, eso es desesperantemente poco...» Mientras que el politólogo Vladimir Tismăneanu atribuye a «las posiciones quijotescas [de Goma y Negoiţescu], tanto más heroicas puesto que no podían contar con la solidaridad o el apoyo de sus colegas», el estatus de una reacción singular contra la prolongación local del estalinismo, el recuento de Matei Călinescu conecta parcialmente este asunto con que Negoiţescu había «calculado mal la reacción de sus amigos», creyendo que su gesto sería recíproco. En su Scriitori contemporani, Negoiţescu mismo comparaba la actitud de los intelectuales locales con la de otros países comunistas, considerando que los rumanos eran más débiles en su reacción contra las demandas del régimen y argumentando que, enfrentados a presiones políticas, las instituciones rumanas fueron «las primeras en ceder».
Varios comentaristas también han argumentado que la retractación de Negoiţescu era tanto el resultado de presiones como finalmente intrascendente. Así, Gelu Ionescu señala que el texto sobre el patriotismo era circunstancial y no, como en el caso de algunos de sus compañeros escritores, «un homenaje a Nicolae Ceauşescu». Călinescu también señala (énfasis en el original): «las cosas malas que [Nego] causó al rendirse solo se reflejaron en él mismo (nunca firmó ningún acuerdo con el demonio; nunca, y en ninguna forma, implicó a nadie más en nada) y [...] estas cosas malas no eran irreparables.»

### Otras causas
Una parte significante de los escritos políticos de Negoiţescu proveen una retrospectiva crítica de la extrema derecha de entreguerras y la atracción que ejercía sobre los intelectuales del grupo trăirista de filósofos, académicos y escritores: Emil Cioran, Mircea Eliade, Nae Ionescu, Constantin Noica, Petre Ţuţea, Mircea Vulcănescu y otros. Su Straja dragonilor reflexionaba sobre la atracción que la Guardia de Hierro y Codreanu ejercían sobre los hombres jóvenes educados del periodo, a pesar de que los manifiestos de Codreanu tenían un «nivel vergonzante». Nego relacionaba este fenómeno con la reacción de esta generación contra el racionalismo y su preferencia por el carisma, explicado como «una enfermedad que deambulaba por el mundo en la época y una que podría ser explicada de la mejor forma usando la psicología de masas.» En su interpretación, la medida en la que estos autores habían decidido emanciparse del fascismo variaba: Eliade, Noica y Ţuţea «nunca se curaron», mientras Cioran, que asimiló una perspectiva «nihilista», era un caso poco claro. También creía que el teólogo y crítico de arte Nicolae Steinhardt, cuya carrera estuvo ligada a la de los trăiristas, «llevaba el germen en su interior cuando proclamó el fanatismo como una virtud». Manea interpretó estas valoraciones con precaución, argumentando que Negoiţescu fundía «nombres y situaciones que merecían ser matizadas», pero señaló que satisfacían la urgencia de sacar los episodios en cuestión a colación para su debate público. Más allá de estos límites cronológicos, Negoiţescu también proponía que el nacionalismo decimonónico del mismo Eminescu, e incluso la imaginería del «ángel de la muerte» de su poesía póstuma, pueden haber sido productos de «la misma aflicción». Su papel pionero en la discusión de la conexión entre las teorías de Eminescu y el fascismo rumano fueron reconocidas posteriormente por sus compañeros historiadores de la literatura.
Una parte especial de los ensayos de Negoiţescu trata del punto de encuentro entre las diferentes corrientes del nacionalismo rumano y de temas recuperados por el régimen de Nicolae Ceauşescu. Durante sus años de exilio, fue especialmente franco condenando los últimos ensayos de Constantin Noica, que las autoridades comunistas toleraban por su crítica al mundo occidental. A la afirmación de Noica de que los occidentales habían sido empujados a «odiar el mundo», olvidando sus raíces y dirigiéndose a un desastre colectivo, respondió: «¿Hay ahora un lugar en el mundo que está dirigiéndose con mayor evidencia hacia una catástrofe que Rumanía? [...] ¿Dónde ha estado más empañado el mundo y dónde está más empañado que en la patria de Nioca? ¿Dónde oh dónde está más degradada la cultura europea en este momento que en el país en el que los mismísimos monumentos de importancia y valor europeos están siendo demolidos sistemáticamente más y más en toda forma concebible?» Considerando las declaraciones de su adversario como «una ofensa a la libertad misma», Negoiţescu también situaba el aislacionismo y antieuropeísmo en relación con una actitud común en la Rumanía posterior a la II Guerra Mundial. Así, el país habría sido abandonado por Europa: «como Noica, cuyos escritos no tienen eco en Occidente, [los rumanos] sienten que están gritando en el desierto y maldicen el desierto que no les oye y no les contesta.» Negoiţescu creía haber identificado las raíces de esta mentalidad en los choques políticos y culturales de la Guerra Fría, extendiendo comentarios anteriores sobre el alineamiento continental de la cultura rumana: «tras 1947 nuestra cultura ha sido desgarrada a la fuerza de su contexto natural europeo.»
A principios de la década de 1990, Negoiţescu publicó varios artículos que examinaban los desarrollos políticos en la Rumanía posterior a 1989, centrándose la vuelta a la popularidad de algunos temas de la extrema derecha. Marta Petreu parafraseó su contenido como «avisos claros de que no deberíamos tratar de construir una Rumanía europea basándose en las ideas de Noica, Eliade, Cioran, Nae Ionescu, Eminescu y Vulcănescu». En tandem, Negoiţescu también rechazaba las posiciones políticas de las fuerzas políticas postcomunistas de izquierdas, en particular las del gobernante Frente de Salvación Nacional (FSN). En una carta citada por Manea, Negoiţescu rechazaba con fuerza las declaraciones del miembro del FSM y antiguo activista del Partido Comunista, Silviu Brucan, que manifestó públicamente que, a falta de «tradiciones democráticas» , Rumanía podía esperar dos décadas de transición desde las instituciones comunistas hasta una democracia liberal completamente formada. Consideraba las afirmaciones de Brucan «insultantes» para toda la población rumana, mientras señalaba que, entre 1881 y 1938, el Reino de Rumanía tenía instituciones democráticas, comparando el contexto general de la Transición española de tres años de finales de los 90. Más o menos al mismo tiempo, Negoiţescu también reaccionó contra la tendencia de algunos rumanos de reexaminar su literatura nacional basándose puramente en su estatus político bajo el comunismo, señalando principalmente que varias obras consideradas valiosas en su momento por su subtexto habían perdido su importancia, y clamaban por una revaluación.

## Legado

### Influencia
Las contribuciones de Negoiţescu dejaron una marca en el entorno cultural de la Rumanía posterior a 1989. En un ensayo de 2001, Norman Manea argumentó que la condena de Negoiţescu de la ideología de la Guarda de Hierro, su crítica del resurgimiento posterior a 1989 del nacionalismo y su pertenencia a una minoría sexual lo convirtieron en objetivo de amenazas y alegatos. Concluyó: «¿Hasta qué punto sus opiniones estéticas, existenciales o políticas de forma inevitable interconectan, molestaban y todavía molestan no sólo a parte del poder político rumano, sino que también al establishment cultural? ¿Qué significado tienen los intentos de marginalización realizados inmediatamente después de 1989 (con sus insultos afiliados) [...] en la patria, a la que permanecía encadenado amante y dolorosamente? No sabemos quien todavía tendrá, en la actualidad, la paciencia de retomar la amargura de tales cuestiones.» Petreu cree que «tomar en serio» los mensajes antifascistas de Negoiţescu, junto con las demandas iniciales de Balotă de que Rumanía debía reconocer la complicidad del régimen de Antonescu en el Holocausto, podrían haber engendrado una revisión del pasado, previniendo así el resurgir de problemas políticos y sociales.
De la misma manera, las tesis, volúmenes y presencia culturales de Negoiţescu continuaron siendo interpretados por la literatura opsterior. Ion Simuţ considera que el euphorionismo se manifiesta no solo en los ensayos de Negoiţescu, sino también en las obras de teatro de Radu Stanca y en los poemas «especulativos y meditativos» de Doinaş. Paul Cernat escribió que la síntesis sobre al historia de la literatura rumana de Nicolae Manolescu de 2008 daba mucho espacio al debate sobre su fallecido colega en cuestión de la clasificación de las contribuciones de Eminescu. Durante sol últimos años del siglo XX, el poeta Iustin Panta fundó y editó la revista Euphorion, basada en Sibiu, que debía su inspiración parcialmente al proyecto de Negoiţescu y tenía a Doinaş como su director honorífico.
Junto con el crítico de arte Petru Comarnescu y el cineasta Petre Sirin, Ion Negoiţescu aparece listado en un anexo en la edición rumana de The Gay 100: A Ranking of the Most Influential Gay Men and Lesbians, Past and Present (100 Cele mai influente personalităţi gay, Editura Paralela 45, 2004; en esp. «Los 100 gais: una clasificación de los hombres gais y lesbianas más influyentes, el pasado y el presente») de Paul Russell. Los artículos y ensayos del autor del periodo 1938–1947 fueron reeditados como un único volumen en 2007, bajo el título De la "elanul juvenil" la "visatul Euphorion" («Del "impulso juvenil" al "soñado Euphorion"»), editado por la crítico Lelia Nicolescu. Una segunda edición de Straja dragonilor fue imprimida en 2009 en la editorial Humanitas, editada por Ion Vartic y con prefacio de Ioana Pârvulescu. La revista Apostrof entrega anualmente el premio Ion Negoiţescu a las contribuciones de autores rumanos.
El testamento del autor especificaba que la totalidad de su diario solo debería ser publicado después de 2023. Negoiţescu lo entregó al cuidado del periodista Emil Hurezeanu, compañero de trabajo en Radio Free Europe, que se tomó la libertad de publicar fragmentos cortos (escritos el 4 de enero de 1949). Pârvulescu, que ha calificado el fragmento como «un excepcional ensayo sobre el amor» y lo compara con Fedro o El banquete de Platón, sugiere que este escrito no publicado puede revelarse como «la gran obra de Ion Negoiţescu». Gran parte de su correspondencia fue legada a Cornel Regman, y publicada parcialmente por su hijo, el estudioso Ştefăniţă Regman.

### Los archivos de la Securitate y la controversia relacionada
En 2009, la periodista de Cotidianul Mirela Corlăţan publicó un artículo en el que afirmaba que, la aseveración de que Petru Romoşan había sido un delator de la Securitate, se basaba en materiales de archivo conservadas por la agencia estatal CNSAS. Uno de tales documentos parafraseaba la declaración de Romoşan de que Negoiţescu debía ser castigado por su «comportamiento antisocial», junto con declaraciones sobre detalles de la vida privada de Negoiţescu. También se citaba una declaración del coronel Victor Achim de la Securitate, responsable de informar sobre la Unión de Escritores, en la que afirmaba que Romoşan era «nuestro enlace con el crítico Ion Negoiţescu», reconociendo el papel de tal información para conseguir que Negoiţescu «reconociera su culpa». Otra nota, publicada tras la huida de Romoşan hacia la República Popular de Hungría (y su posterior defección a Occidente), detallaba un plan para convertirlo en objetivo de una campaña negativa, filtrando información de su relación con y su traición de Negoiţescu.
El escándalo aumentó cuando Cornel Nistorescu, el recién nombrado editor en jefe de Cotidianul, decidió posponer la publicación del artículo de Corlăţan, que luego fue despedida. Considerando que su amigo había sido víctima «del apetito rumano por la basura, hurga en tu vida privada y ejecuciones públicas», Nistorescu decidió eliminar el artículo temporalmente del archivo en línea del periódico, dando pie a acusaciones de censura. Como resultado, varios autores de Cotidianul, incluyendo Ioan T. Morar, anunciaron que dejaban de colaborar con el periódico. Poco después de estos incidentes, Corlăţan publicó grabaciones de amenazas que supuestamente había recibido de Romoşan. Cornel Nistorescu explicó que había decidido no publicar el artículo porque lo consideraba superficial. También declaró que el periódico había renunciado a los servicios de Corlăţan solo después de que esta se hubiese sumado a las críticas públicas al periódico.
Romoşan, que anteriormente había negado cualquier relación con la Securitate, afirmó que Negoiţescu había sido reclutado como agente desde su liberación de la prisión en la década de 1960 y que había espiado para la sección de exterior de la Securitate durante su tiempo en Alemania. Tras la publicación del artículo de Corlăţan, Romoşan admitió haber sido informante de la Securitate, pero no antes de 1978, cuando su mujer, la escritora Adina Kenereş, fue amenazada con perder su derecho a viajar. Indicó que su firma en cualquier otro documento había sido obtenido con el uso de violencia e intimidación. Arguyó: «En la actualidad creo que estaba siendo usado por la Securitate, que destruyó mi reputación para proteger la fachada de Negoiţescu», y afirma que Negoiţescu mismo se disculpó con él por «todo el daño» causado en un encuentro fortuito a principios de la década de 1990. De acuerdo con la valoración de Nistorescu: «Cuando los hilos de la ficha de Negoiţescu se suelten, quizás entenderá algo de la aventura [de Romoşan]». En cambio, tanto Morar como Ştefan Agopian afirman que la huida al extranjero de Romoşan fue parte de una maniobra de distracción de la Securitate. El crítico literario Dan C. Mihăilescu dio el beneficio de la duda a las afirmaciones de Romoşan e instó a la publicación de la ficha de Negoiţescu en su totalidad, pero también afirmó que Romoşan había perdido su credibilidad.